# Col de l'Émeindras
Le col de l'Émeindras, dans le massif de la Chartreuse, se situe à 1 372 m d'altitude. Il permet de relier, par un sentier, le Sappey-en-Chartreuse à l'ancienne station du col du Coq et Saint-Pierre-de-Chartreuse.
Il s'agit du point de passage entre Chamechaude, le point culminant du massif, et les Grands Crêts, qui surplombent la vallée du Grésivaudan.